# Aja (actrice pornographique)
Pour les articles homonymes, voir Aja.
Aja, née le 14 juillet 1963 à Tampa et morte le 18 septembre 2006 à Mexico, est une actrice et réalisatrice de films pornographiques américaine.

## Biographie
Son pseudonyme vient du nom de l'album Aja du groupe de rock Steely Dan. 
Elle a grandi dans une famille de militaires (Army brat ou enfant de militaire).
Avec son mari John Derringer, elle déménage en Californie, où elle rencontre l'actrice Sharon Mitchell qui fut son mentor dans le X.
Son premier film se nommait Wild in the Woods en 1988. Mais elle fait les scènes anales avec seulement son mari John Derringer.
Aja fut également réalisatrice de films pornographiques et entraîneuse sportive de fitness.

## Filmographie sélective
- 1986 : Kinky Vision
- 1987 : Black Widow
- 1988 : Woman's Touch
- 1989 : Girls Who Love Girls 17
- 1990 : No Man's Land 3
- 1991 : Chicks: No Dicks
- 1992 : Best of No Man's Land 1
- 1993 : Puppy Love
- 1994 : American Dream Girls
- 1995 : Overtime: Dyke Overflow 2
- 1997 : From Asia With Love
- 1998 : My Second Love
- 1999 : Timeless
- 2000 : Filthy Talkin' Cuntlickers 3
- 2002 : Thigh High 2
- 2003 : Swedish Erotica 4Hr 14, 16 & 18
- 2004 : Golden Age of Porn: Aja (compilation)
- 2005 : All You Can Eat Buffet (compilation)

## Récompenses
- 1989 - AVN Award Meilleure nouvelle starlette (Best New Starlet)[4]
- 1989 - XRCO Award - Starlet of the Year
- Nomination pour la meilleure actrice dans le film Mad Love